# Lucien Goldmann
Lucien Goldmann, född den 20 juli 1913 i Bukarest, död den 8 oktober 1970 i Paris, var en fransk filosof och sociolog av judiskt-rumänskt ursprung. 

## Biografi
Lucien Goldmann föddes i Bukarest, men växte upp i Botoşani. Han studerade under den austromarxistiske Max Adler vid universitetet i Wien. År 1942 kom han som flykting till Schweiz och blev där assistent till Jean Piaget och deltog i forskningen om den genetiska epistemologin.
Efter andra världskriget flyttade Goldmann till Paris där han som professor (1959–1970) vid École des hautes études en sciences sociales kom att bli en inflytelserik marxistisk teoretiker.
Bland hans verk märks Pour une sociologie du roman (1964) där han med utgångspunkt i sin strukturalistiska litteraturteori analyserat romanens komposition ur marxistisk synvinkel.

## Goldmans filosofi
Medan många i den parisiska vänstern ståndaktigt ställde sig bakom marxismens "vetenskaplighet" under 1950- och 1960-talen, insisterade Goldmann på att marxismen då var i en allvarlig kris och var tvungen att förnya sig radikalt om den skulle överleva. Han förkastade den traditionella marxistiska synen på proletariatet och bestred den strukturalistiska rörelsen. Faktum är att populariteten hos sådana trender på vänsterflygeln var en anledning till att Goldmanns eget namn och arbete hamnade i skuggan; detta trots bifall av tänkare så olika som Jean Piaget och Alasdair MacIntyre.